# Liste der Klassen der Akademie der Wissenschaften der DDR
Dies ist eine Auflistung der Klassen der Akademie der Wissenschaften der DDR, die 1946–1972 „Deutsche Akademie der Wissenschaften zu Berlin“ hieß und anschließend bis 1990/91 als „Akademie der Wissenschaften der DDR“ weiterbestand. Als Nachfolgeorganisationen betrachten sich sowohl die 1992 gegründete Berlin-Brandenburgische Akademie der Wissenschaften als auch die 1993 entstandene Leibniz-Sozietät der Wissenschaften zu Berlin.

## 1946–1949
- Mathematisch-naturwissenschaftliche Klasse
- Philosophisch-historische Klasse

## 1949–1954
- Klasse für Mathematik und allgemeine Naturwissenschaften
- Klasse für medizinische Wissenschaften
- Klasse für landwirtschaftliche Wissenschaften (bis 1951)
- Klasse für technische Wissenschaften
- Klasse für Sprachen, Literatur und Kunst
- Klasse für Gesellschaftswissenschaften

## 1954–1968
- Klasse für Mathematik, Physik und Technik
- Klasse für Chemie, Geologie und Biologie
- Klasse für Medizin
- Klasse für Sprachen, Literatur und Kunst
- Klasse für Philosophie, Geschichte, Staats-, Rechts- und Wirtschaftswissenschaften
- Klasse für Bergbau, Hüttenwesen und Montangeologie (seit 1957)

## 1969–1972
- Klasse „Physik in Naturwissenschaften und Technik“
- Klasse „Mathematik im System der Wissenschaften“
- Klasse „Stoff und Stoffwandlung“
- Klasse „Biologische Prozeßsteuerung“
- Klasse „Grundlagen der Immunbiologie“
- Klasse „Grundlagen der Werkstoffe und ihrer Anwendung“
- Klasse „Optimale Gestaltung der Umweltbedingungen („Mensch-Umwelt“)“
- Klasse „Kybernetische Aspekte des Arbeitsprozesses, biologischer und gesellschaftlicher Kommunikationsprobleme“
- Klasse „Erbe und Gegenwart“
- Klasse „Sprachwissenschaft und Sprache der Wissenschaft“
- Klasse „Gesetzmäßigkeiten der entwickelten sozialistischen Gesellschaft“

## 1973–1990/91
- Klasse „Mathematik“
- Klasse „Physik“
- Klasse „Chemie“
- Klasse „Biowissenschaften“
- Klasse „Medizin“
- Klasse „Werkstoffforschung“ (ab 1981 Werkstoffwissenschaft)
- Klasse „Umweltschutz und Umweltgestaltung“ (1973–1984)
- Klasse „Philosophie, Ökonomie, Geschichte, Staats- und Rechtswissenschaften“ (Gesellschaftswissenschaften I)
- Klasse „Literatur-, Sprach-, Geschichts- und Kunstwissenschaften“ (Gesellschaftswissenschaften II)
- Klasse „Geo- und Kosmoswissenschaften“ (seit 1981)
- Klasse „Informatik, Kybernetik und Automatisierung“ (seit 1984)
- Klasse „Technische Wissenschaften“ (seit 1989)